# The Empyrean
The Empyrean este un album al chitaristului american John Frusciante.